# Erythrospiza
 (mai 2025).
Genre
Erythrospiza est un ancien genre de passereaux, qui regroupait des espèces actuellement classées dans les genres Carpodacus, Erythrura et Rhodopechys.

## Liste des espèces
- Erythrospiza erythrina Bonaparte — Roselin cramoisi (Carpodacus erythrinus)
- Erythrospiza frontalis Say — Espèce actuelle inconnue
- Erythrospiza githaginea Lichtenstein — Roselin githagine (Rhodopechys githagineus)
- Erythrospiza incarnata 1872 — Roselin de Mongolie (Rhodopechys mongolicus)
- Erythrospiza obsoleta Lichtenstein — Roselin de Lichtenstein (Rhodopechys obsoleta)
- Erythrospiza purpurea — Roselin pourpré (Carpodacus purpureus)
- Erythrospiza rosea — Roselin rose ou Roselin de Pallas (Carpodacus roseus)
- Erythrospiza serena Sclater, 1881 — Erythrura cyaneovirens serena, sous-espèce du Diamant vert-bleu

## Publications
- (it) Charles-Lucien Bonaparte, Sulla seconda edizione del Regno animale del barone Cuvier : osservazioni, Bologne, Marsigli, 1830, 175 p. (présentation en ligne, lire en ligne), p. 80 — publication originale[1]
- Jean Victor Audouin, Eugène-Louis Bouvier, Pierre-Paul Grassé, Henri Milne-Edwards, Alphonse Milne-Edwards et Edmond Perrier, Annales des sciences naturelles, Crochard, 1834 (lire en ligne), p. 116